# Sân bay quốc tế Carlos Rovirosa Pérez
Sân bay quốc tế Carlos Rovirosa Pérez hay Sân bay quốc tế Villahermosa (IATA: VSA, ICAO: MMVA) là một sân bay quốc tế nằm ở Villahermosa, Tabasco, México. Sân bay này có một đường băng dài 2200 m có bề mặt asphalt.

## Các hãng hàng không

### Các tuyến nội địa
- Aeromar (Cancún, Poza Rica, Reynosa)
- Aeroméxico (Thành phố Mexico)
  - Aeroméxico Connect (Ciudad del Carmen, Hermosillo, Mérida, Monterrey, Tampico, Veracruz)
- ALMA de Mexico (Guadalajara, Merida, Poza Rica, Puebla, Reynosa, Tampico, Tuxtla Gutiérrez, Veracruz)
- Aviacsa (Ciudad Juarez, Thành phố Mexico, Monterrey)
- Mexicana
  - Click Mexicana (Thành phố Mexico)
- Viva Aerobus (Monterrey)
- Volaris (Toluca)

### Các tuyến quốc tế
- Continental Airlines
  - Continental Express cung cấp bởi ExpressJet Airlines (Houston-Intercontinental)